# 29C busz (Szombathely)
A szombathelyi 29C jelzésű autóbusz a Vasútállomás - Joskar-Ola városrész - Brenner Tóbiás körút - Szűrcsapó utca - Vasútállomás útvonalon közlekedik, körjáratként. Az ellenkező irányban a 29A busz jár. A vonalat a Blaguss Agora üzemelteti. A buszokra csak az első ajtón lehet felszállni.

## Története
2022. augusztus 1-től a körjáratok átszervezésre kerültek. A 2A és 2C járatok a Szűrcsapó utca helyett a Váci Mihály utcán, míg a 29A és 29C járatok a Szűrcsapó utcán keresztül közlekednek, a Joskar-Ola városrész érintésével. A 2A és 2C tanítási napokon, a Városházát érintő indulásai 20A és 20C jelzést kaptak.

## Közlekedése
A buszok 30 percenként indulnak, felváltva 2C, majd 29C. Ellenkező irányba hasonlóképpen, 29A és 2A járatokkal. Este 20 órától csak a 2C közlekedik, óránként. Tanítási napokon egyes csúcsidei rásegítő járatok 20C jelzéssel, a Városháza érintésével közlekednek.

## Útvonala
| Vasútállomás → Joskar-Ola városrész → Brenner Tóbiás körút → Szűrcsapó utca → Vasútállomás |
| --- |
| Vasútállomás - Szelestey László utca - Vörösmarty Mihály utca - Szent Márton utca - Hunyadi János út - Pázmány Péter körút - Joskar-Ola városrész, autóbusz-forduló - Pázmány Péter körút - Szent Flórián körút - Károly Róbert utca - Szent Gellért utca - Körmendi út - Brenner Tóbiás körút - Jókai Mór utca - Bartók Béla körút - Rohonci út - Szűrcsapó utca - Paragvári utca - Dr. István Lajos körút - Horváth Boldizsár körút - Bocskai István körút - Semmelweis Ignác utca - Vasút utca - Vasútállomás |

## Megállói
Az átszállási kapcsolatok között a 2A, 2C, 20A, 20C és 29A buszok nincsenek feltüntetve.
| 0  | 0  | Vasútállomás induló végállomás                                 |                                                                    | Szombathely Helyi autóbusz-állomás, Éhen Gyula tér                                                                                          |
| 2  | 2  | 56-osok tere (Vörösmarty utca)                                 | 3H, 6, 6H, 7, 9, 10H, 12, 21, 21A, 27, 27A, 30Y                    | 56-osok tere, Vámhivatal, Földhivatal, Államkincstár, Gyermekotthon                                                                         |
| 4  | 4  | Piac                                                           | 6H, 9, 21A                                                         | Vásárcsarnok, Gayer park |
| 5  | 5  | Flórián Irodaház                                               | 6H                                                                 | Flórián Irodaház, Munkanélküli Központ |
| 6  | 6  | Mari ABC                                                       | 8H, 9, 21A                                                         | Flórián Irodaház, Munkanélküli Központ |
| 7  | 7  | Joskar-Ola városrész, autóbusz-forduló                         | 8H, 9, 21A                                                         | |
| 8  | 8  | Mari ABC                                                       | 8H, 9, 21A                                                         | Flórián Irodaház, Munkanélküli Központ |
| 10 | 9  | Víztorony                                                      | 6H, 8H                                                             | Víztorony, Brenner park, KRESZ park, Brenner-villa                                                                                          |
| 11 | 10 | Szent Flórián körút 33.                                        | 6, 6H, 8H, 12, 21                                                  | Gazdag Erzsi Óvoda |
| 12 | 11 | Waldorf iskola (Korábban: Fiatal Házasok Otthona)              | 4H, 6, 6H, 8H, 12, 21, 23                                          | Apáczai Waldorf Általános Iskola, Fiatal Házasok Otthona, SAVARIA PLAZA                                                                     |
| 14 | 12 | Szent Gellért utca 64.                                         | 4H, 6, 6H, 8H, 12, 21, 23                                          | |
| 16 | 13 | Savaria Plaza                                                  |                                                                    | SAVARIA PLAZA, Szalézi tér, Szalézi templom, Jáki úti rendelő, Apáczai Waldorf Általános Iskola, Fiatal Házasok Otthona                     |
| 17 | 14 | Tóth István tér (Korábban: Nagyvárad utca)                     | 7                                                                  | Bagolyvár, Tóth István tér |
| 18 | 15 | Nyugdíjasok Otthona                                            | 7                                                                  | Nyugdíjasok Otthona, Kálvária, Szent István park, Bagolyvár                                                                                 |
| 19 | 15 | Szent István park                                              |                                                                    | Szent István park, Garda Hotel, Régi víztorony, Pécsi Tudományegyetem Egészségtudományi Kar, Élelmiszeripari és Földmérési Szakképző Iskola |
| 20 | 16 | Uszoda                                                         | 22                                                                 | Fedett Uszoda és Termálfürdő, Claudius Hotel, Csónakázótó, Ezredévi park                                                                    |
| 21 | 17 | Tófürdő                                                        | 22                                                                 | Tófürdő, Csónakázótó, Haladás Sportkomplexum, Kenderesi utcai sporttelep                                                                    |
| 24 | 19 | Órásház                                                        | 4H, 5, 5H, 9, 10H, 22, 30Y                                         | Órásház, Derkovits Bevásárlóközpont, Bolyai János Gyakorló Általános Iskola és Gimnázium                                                    |
| 25 | 20 | Derkovits bevásárlóközpont                                     | 4H, 5, 5H, 9, 10H, 24                                              | Órásház, Derkovits Bevásárlóközpont, Bolyai János Gyakorló Általános Iskola és Gimnázium                                                    |
| 26 | 21 | Derkovits Gyula Általános Iskola (Korábban: Szabó Miklós utca) | 4H, 5, 5H, 9, 10H, 24                                              | Derkovits Gyula Általános Iskola |
| 27 | 22 | Művészeti Gimnázium (Paragvári utca)                           | 4H, 5, 5H, 9, 10H, 12, 21, 22, 24, 25                              | Művészeti Gimnázium |
| 30 | 24 | Kórház                                                         |                                                                    | Markusovszky Kórház, Vérellátó, Tüdőszűrő, Anunciáták háza, Mentőállomás, ÁNTSZ                                                             |
| 31 | 25 | Neumann János Általános Iskola                                 | 5, 30Y                                                             | Neumann János Általános Iskola, Donászy Magda Óvoda                                                                                         |
| 32 | 26 | Semmelweis Ignác utca                                          | 5, 6, 30Y                                                          | MÁV-rendelő |
| 33 | 27 | Vasútállomás érkező végállomás                                 | 1U, 3H, 5, 6, 6H, 7, 9, 10H, 12, 21, 21A, 22, 23, 25, 27, 27A, 30Y | Szombathely Helyi autóbusz-állomás, Éhen Gyula tér                                                                                          |

1. ↑  Csak leszállás.